# Neilson & Company

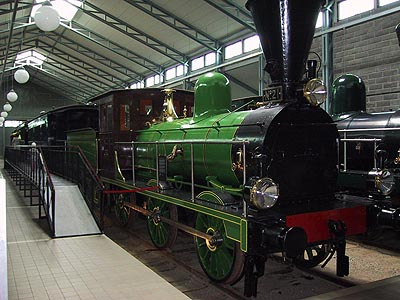
VR Class C1 Nr. 21 von Neilson im finnischen Eisenbahnmuseum in Hyvinkää

Neilson & Company  war eine Lokomotivfabrik in Glasgow, Schottland. Die Fabrik firmierte zudem unter den Namen Kerr, Mitchell & Neilson, Neilson, Reid & Company, Kerr, Neilson & Company und Neilson & Mitchell.
Die Firma wurde 1836 von Walter Neilson und James Mitchell zur Herstellung von Dampfmaschinen für Schiffe und den stationären Einsatz gegründet. Die Herstellung von Lokomotiven begann im Jahre 1843 für lokale Eisenbahnen. Vor allem Tenderlokomotiven wurden erfolgreich verkauft, so dass 1855 die Produktion von Dampfmaschinen überflüssig und beendet wurde.
Wegen des intensiven Wettbewerbes der Lokomotivenfabriken in den Vereinigten Staaten um die Jahrhundertwende waren viele kleinere Unternehmen nicht in der Lage, längerfristig zu überleben. Deshalb schloss sich Neilson & Company 1903 mit Dübs and Company und Sharp, Stewart & Co. zur North British Locomotive Company zusammen, dem größten Lokomotivenproduzent außerhalb der USA.